# Marco Kana
Marco Kana (Kinshasa, 8 agosto 2002) è un calciatore congolese (Repubblica Democratica del Congo) naturalizzato belga, centrocampista o difensore dell'Anderlecht.

## Caratteristiche tecniche
Mediano abile nella costituzione della manovra e in fase di contenimento, dotato di un'ottima visione di gioco e con un buon senso della posizione, può essere schierato anche come difensore centrale; per le sue caratteristiche è stato paragonato a Fernandinho.
Nel 2019 viene inserito da The Guardian nella lista dei top 60 talenti della sua generazione.

## Carriera

### Club
Cresciuto nel settore giovanile dell'Anderlecht, ha esordito in prima squadra il 4 agosto 2019, nella partita di Pro League pareggiata per 0-0 contro il R.E. Mouscron.; il 20 ottobre seguente ha segnato la prima rete in carriera, nell'incontro vinto per 4-1 contro il Sint-Truiden. Complici vari infortuni trova poco minutaggio nelle due stagioni successive.
Il 1º settembre 2023 rinnova il suo contratto con l'Anderlecht fino al 30 giugno 2026. Passa in prestito la stessa stagione al Kortrijk dove trova minutaggio in una stagione non molto positiva del club belga, che chiude al 14º posto in classifica.

### Nazionale
Ha giocato nelle nazionali giovanili belghe Under-16, Under-17, Under-19 ed Under-21.

## Statistiche

### Presenze e reti nei club
Statistiche aggiornate al 14 febbraio 2022.
| Stagione        | Squadra         | Campionato      | Campionato | Campionato | Coppe nazionali | Coppe nazionali | Coppe nazionali | Coppe continentali | Coppe continentali | Coppe continentali | Altre coppe | Altre coppe | Altre coppe | Totale | Totale | Totale |
| Stagione        | Squadra         | Comp            | Pres       | Reti       | Comp            | Pres            | Reti            | Comp               | Pres               | Reti               | Comp        | Pres        | Reti        | Pres   | Reti   |        |
| --------------- | --------------- | --------------- | ---------- | ---------- | --------------- | --------------- | --------------- | ------------------ | ------------------ | ------------------ | ----------- | ----------- | ----------- | ------ | ------ | ------ |
| 2019-2020       | Anderlecht      | D1              | 15         | 1          | CB              | 2               | 0               | -                  | -                  | -                  | -           | -           | -           | 17     | 1      |        |
| 2020-2021       | Anderlecht      | D1              | 8          | 0          | CB              | 2               | 0               | -                  | -                  | -                  | -           | -           | -           | 10     | 0      |        |
| 2021-2022       | Anderlecht      | D1              | 2          | 0          | CB              | 1               | 0               | UECL               | 1                  | -                  | -           | -           | -           | 4      | 0      |        |
| Totale carriera | Totale carriera | Totale carriera | 25         | 1          |                 | 5               | 0               |                    | 1                  | 0                  |             | -           | -           | 31     | 1      |        |

### Cronologia presenze e reti in nazionale
| Cronologia completa delle presenze e delle reti in nazionale ― Belgio under 21 | Cronologia completa delle presenze e delle reti in nazionale ― Belgio under 21 | Cronologia completa delle presenze e delle reti in nazionale ― Belgio under 21 | Cronologia completa delle presenze e delle reti in nazionale ― Belgio under 21 | Cronologia completa delle presenze e delle reti in nazionale ― Belgio under 21 | Cronologia completa delle presenze e delle reti in nazionale ― Belgio under 21 | Cronologia completa delle presenze e delle reti in nazionale ― Belgio under 21 | Cronologia completa delle presenze e delle reti in nazionale ― Belgio under 21 |
| Data                                                                           | Città                                                                          | In casa                                                                        | Risultato                                                                      | Ospiti                                                                         | Competizione                                                                   | Reti                                                                           | Note                                                                           |
| ------------------------------------------------------------------------------ | ------------------------------------------------------------------------------ | ------------------------------------------------------------------------------ | ------------------------------------------------------------------------------ | ------------------------------------------------------------------------------ | ------------------------------------------------------------------------------ | ------------------------------------------------------------------------------ | ------------------------------------------------------------------------------ |
| 9-10-2020                                                                      | Oud-Heverlee                                                                   | Belgio under 21                                                                | 5 – 0                                                                          | Galles under 21                                                                | Qual. Europeo Under-21 2021                                                    | -                                                                              | 69’                                                                            |
| 4-6-2021                                                                       | Aqtöbe                                                                         | Kazakistan under 21                                                            | 1 – 3                                                                          | Belgio under 21                                                                | Qual. Europeo Under-21 2023                                                    | -                                                                              | 61’                                                                            |
| 3-9-2021                                                                       | Bursa                                                                          | Turchia under 21                                                               | 0 – 3                                                                          | Belgio under 21                                                                | Qual. Europeo Under-21 2023                                                    | -                                                                              |                                                                                |
| 8-10-2021                                                                      | Oud-Heverlee                                                                   | Belgio under 21                                                                | 2 – 0                                                                          | Kazakistan under 21                                                            | Qual. Europeo Under-21 2023                                                    | -                                                                              |                                                                                |
| 12-10-2021                                                                     | Oud-Heverlee                                                                   | Belgio under 21                                                                | 1 – 0                                                                          | Danimarca under 21                                                             | Qual. Europeo Under-21 2023                                                    | -                                                                              | 23’                                                                            |
| 12-11-2021                                                                     | Oud-Heverlee                                                                   | Belgio under 21                                                                | 2 – 0                                                                          | Turchia under 21                                                               | Qual. Europeo Under-21 2023                                                    | -                                                                              |                                                                                |
| 16-11-2021                                                                     | Dundee                                                                         | Scozia under 21                                                                | 0 – 2                                                                          | Belgio under 21                                                                | Qual. Europeo Under-21 2023                                                    | -                                                                              | 73’ 78’                                                                        |
| Totale                                                                         |                                                                                | Presenze                                                                       | 7                                                                              |                                                                                | Reti                                                                           | 0                                                                              |                                                                                |